# توماش لينز
توماش لينز (بالبولندية: Tomasz Lenz)‏ هو سياسي بولندي، ولد في 8 ديسمبر 1968 في بولندا. حزبياً، نشط في حزب المنصة المدنية. وقد انتخب عضو سيم ‏.